# 하타 미노루
하타 미노루(일본어: 畑 実, 1989년 3월 30일 ~ )는 일본의 전 축구 선수이다.

## 구단 경력
그는 2012년부터 2020년까지 J리그의 로아소 구마모토, 가고시마 유나이티드 FC에서 활동하였다.